# Les Olmes
Les Olmes este o comună în departamentul Rhône din sud-estul Franței. În 2009 avea o populație de 780 de locuitori.

## Evoluția populației
| An        | 1975 | 1982 | 1990 | 1999 | 2006 | 2009 |
| --------- | ---- | ---- | ---- | ---- | ---- | ---- |
| Populație | 449  | 552  | 648  | 662  | 685  | 780  |